# Diego Bautista Urbaneja

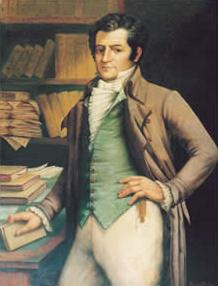
Diego Bautista Urbaneja

Diego Bautista Urbaneja (* 16. Dezember 1782 in Barcelona, Venezuela; † 12. Januar 1856 in Caracas) war ein venezolanischer Anwalt, Journalist und Politiker. Er wurde zu Zeiten der Unabhängigkeitskriege in Venezuela mehrfach zum Minister ernannt und zum Vizepräsidenten, auch in Großkolumbien, gewählt, wobei er auch als Interimspräsident auftrat.

## Leben
Urbaneja schloss an der Real y Pontificia Universidad in Caracas sein Studium in Zivilrecht ab. Er war ab 1810 Mitglied der Patriotischen Gesellschaft von Caracas, die anfangs lediglich die Herrschaft von Josef Bonaparte und dessen Helfern in Spanien ablehnte. 1812, zu Zeiten der Ersten Republik Venezuela, arbeitete er als Berater für die Polizei.
Nach dem Fall dieser Ersten Republik wurde er von den siegreichen Spaniern inhaftiert und kam erst mit der Gründung der Zweiten Republik, als Folge von Simón Bolívars siegreicher Campaña Admirable 1813, frei. Urbaneja wirkte anschließend als Procurador Sindico im Cabildo (Interessenvertreter des Volkes im Stadt- oder Provinzrat) von Caracas. Mit dem Ende der Zweiten Republik 1814 floh er in den Osten Venezuelas, wo er auf der Isla Margarita an der Regierung beteiligt war. Noch im gleichen Jahr traf er, nach dem gescheiterten spanischen Rückeroberungsfeldzug der Insel, in Cartagena, Vizekönigreich Neugranada, ein. 1815 befand er sich dort unter den Venezolanern, die unter der Führung von José Francisco Bermúdez der Belagerung durch das spanische Expeditionsheer Widerstand leisteten. Mit den Überlebenden floh er am Jahresende auf die Antillen, wo er 1816 auf Haiti mit Bolívar die Landung in Venezuela vorbereitete. Nach deren Erfolg, im zweiten Anlauf, wurde er zum Gouverneur von Carúpano an der östlichen Karibikküste ernannt.
1817 wirkte er in Angostura, heute Ciudad Bolívar, in Guayana an der erneuten Staatsgründung mit. Er arbeitete u. a. als Kriegsauditor (Richter; war mit einem höheren Offiziersrang verbunden, Soldat war Urbaneja nie) und wurde Mitglied der Regierung von Bolívars kleinem Staat in Guyana. Dazu gehörte, neben seiner Mitarbeit von 1818 bis 1822 an der Zeitung Correo del Orinoco, der für die Unabhängigkeit eintrat, auch seine Funktion als Übergangsminister, in der er eine Übergangsverfügung für Bolívars Präsidentschaft während dessen Abwesenheit für den Neugranadafeldzug 1819 erließ. Nach dem Sieg in der Schlacht von Boyacá unterzeichnete er als Abgeordneter des Departements Barcelona die venezolanische Verfassung vom 15. August 1819. Er war Mitglied des Ausschusses, in dem das Grundgesetz zur Schaffung Großkolumbiens erarbeitet wurde, das 1821 in Kraft trat. An diesem 17. Dezember 1819 fungierte er als Innen- und Justizminister von Venezuela. Simón Bolívar bezeichnete ihn Ende August 1820 als Kandidaten für die Vizepräsidentschaft des Kongresses von Angostura (heute Ciudad Bolívar). Es ist davon auszugehen, dass ein Zusammenhang zwischen seiner Beförderung zum Obersten und seiner Wahl im Parlament besteht.
Juan Germán Roscio, der den Kongress von Angostura aufgebaut und geleitet hatte und nun in Cúcuta den Kongress für Großkolumbien vorbereitete, lag Anfang März 1821 im Sterben. Da er gleichzeitig auch Vizepräsident in Großkolumbien war, instruierte Bolívar dessen Interimsnachfolger am Tag vor Roscios Tod, dass Urbaneja für ein Ministeramt vorgesehen war. Während dieser Zeit war Urbaneja Mitglied des Staatsrats. Die nach dem Sieg in der Schlacht von Carabobo in Cúcuta vorgelegte Verfassung für Großkolumbien unterzeichnete er am 6.10. als Innen- und Justizminister, aber bereits am folgenden Tag bestätigte Bolívar den Rücktritt Urbanejas in einem Erlass. Allerdings übte Urbanela noch am 09.10. sein Amt aus, wie ein Dekret beweist. Danach wechselte er zum Obersten Gerichtshof und war Berater der Polizei, die in Venezuela Juan Bautista Arismendi unterstand.
José Antonio Páez, der in Venezuela die Staatsgeschäfte führte, löste Anfang 1826 mit seiner impulsiven Art einen verharmlosend als Cosiata (etwa: Kleinigkeit) bezeichneten Aufstand in der Zentralregion aus, der sich zur Staatskrise auswuchs, weil er sich nicht vor dem in Bogotá als Vizepräsident regierenden Francisco de Paula Santander, sondern nur vor Bolívar, verantworten wollte. Bolívar befand sich zu dieser Zeit in Lima, was die Kommunikation erschwerte. Zusammen mit Bolívars langjährigen Adjutanten Diego Ibarra, schickte Páez Urbaneja als Gesandten zu Bolívar, den er am 25.5. von Caracas aus darüber in Kenntnis setzte. Bolívar erfuhr in Lima von den beiden Gesandten (was mit den üblichen Transportzeiten korreliert), wie das Postskriptum seines Briefs an Páez vom 8.8. ausweist. Am 19.9. räumte Bolívar in einem Schreiben an Santander aus Guayaquil jedoch ein, Ibarra und Urbaneja auf der Überfahrt verfehlt zu haben. Da Bolívar zügig über Bogotá nach Venezuela reiste, auch eigene Gesandte zu Páez schickte und sich am 1. Januar 1827 mit Páez in Puerto Cabello gütlich einigte, kann die Mission der Gesandten als gescheitert betrachtet werden.
Im zerfallenden Großkolumbien wurde der Konservative Urbaneja 1830 zum Minister für auswärtige Angelegenheiten und Finanzen ernannt. Noch im selben Jahr stieg er zum Vizepräsidenten auf. In dieser bis 1833 ausgeübten Funktion war er, durch die zeitweilige Abwesenheit des amtierenden Präsidenten Páez, Interimspräsident, scheiterte jedoch 1834 bei den Präsidentschaftswahlen trotz Amtsbonus. 1837 bekleidete er für zwei Monate das Amt des Vizepräsidenten. 1847 wurde er erneut zum Vizepräsidenten berufen und übernahm 1848 die Präsidentschaft für José Tadeo Monagas, der vorübergehend im Ausland war. Aufgrund der Vorherrschaft der Liberalen zog sich Urbaneja im folgenden Jahr seiner Vizepräsidentschaft aus der Politik zurück. Anschließend saß er dem Obersten Gerichtshof vor. 1852 bis 1853 war er Gouverneur von Caracas, wo er 1856 starb.